# Jupoata spinosa
Jupoata spinosa là một loài bọ cánh cứng trong họ Cerambycidae.